# ルノー・M9T
ルノー・M9Tは、フランスのセーヌ＝マリティーム県にあるルノーのクレオン工場によって製造される、商用車用のディーゼルエンジンである。同エンジンは日産自動車ではYS23、ダイムラー(メルセデス・ベンツ)ではOM699と呼ばれる。M9Rエンジンと同じ工場で製造されているが、それぞれ製造開始時期が異なり、異なる排気量レベルによって特徴付けられる。

## 概要
2010年、ルノーは新型マスターバンの発売に際し、4年前に導入された2Lターボディーゼルエンジンを基に作られた新しいエンジンを報道陣に発表した。この新型エンジンは、ルノー製2.5L G9Uと日産製3L ZD30の2つのエンジンに取って代わる予定で、商用車の分野でもダウンサイジングの考えを適用している。
M9Rエンジンと同様に、基本的な設計は日産・MRエンジンシリーズの 2Lガソリンエンジンに基づいている。しかし素材は異なっており、MRシリーズと比較すると、アルミニウム合金ではなく鋳鉄クランクケースが使用されている点である。これはディーゼルエンジンが受ける大きなストレスへの耐久性を考慮し、エンジンの耐衝撃性を高めるために変更された結果である。さらに、これらはコモンレール直噴技術を使用し、インタークーラーを備えたターボチャージャーによって過給される。
M9Tエンジンは当初、以下の3つの性能別にラインナップされていた。
- シングルターボチャージャー付き、最高出力は3,500 rpmで100 PS (74 kW)、最大トルクは1,250〜2,000 rpmで285N・m。
- シングルターボチャージャー付き、最高出力は3,500 rpmで125 PS (92 kW)、最大トルクは1,250〜2,500 rpmで310N・m。
- 可変翼ターボチャージャー付き、最高出力は3,500 rpmで150 PS (110 kW)、最大トルクは1,500〜2,750 rpmで350N・m。

このエンジンは、3つのバリエーションすべてで、ルノー・マスターの3代目と、その姉妹車にあたるオペル・モヴァノの両方に搭載されている。もう1台の姉妹車である日産・NV400では、150PSのエンジンがわずかにデチューンされ、145PSに低下していることを除いて、基本性能自体はほぼ同じである。
2015年から、ユーロ6基準に準拠するように改良された。その結果、エンジンは8つのバリエーションに多様化し、そのうち4つ(135PS、145PS、163PS、170PS)はツインターボを装着している。使用される2基のターボチャージャーは、用途の性質上、何よりもまずエンジントルクを優先するように設計されており、これもマスターバンに限定されている。 モヴァノとNV400に搭載されている残りの4つのバリエーション(110PS、125PS、130PS、150PS)は、引き続きシングルターボのみである。150PSのターボチャージャーは従来通り可変翼ターボチャージャーを装備し、110PSのターボチャージャーは以前の100PSのターボチャージャーを進化させたもので、固定式ターボチャージャーを装備している。

### 日産とメルセデス・ベンツでの扱い

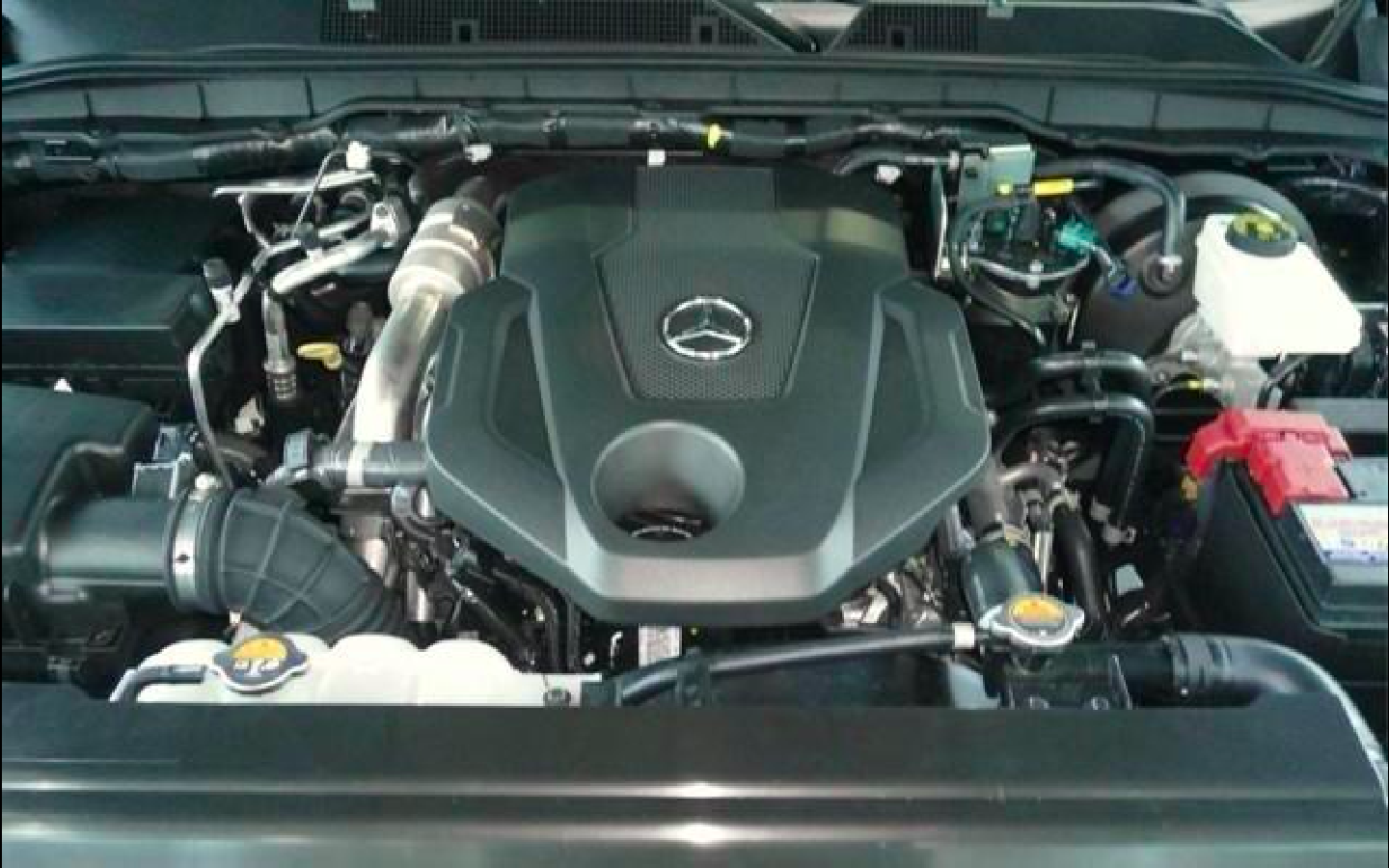
メルセデス・ベンツ・OM699

2010年に設立された日産・ルノーグループとダイムラーグループの商業的提携により、2015年にはM9Tエンジンをベースに、一部を改良した2.3Lユニットが独自に開発された。このエンジンは、日産では自社での命名規則に乗っ取り「YS23」で知られている。一方、ダイムラーの内部関係者の間では、自社製のエンジンと同様に「OM699」と呼称している。両者とも同等の性能のラインナップがある。
エンジンブロックの寸法は同じであるため、排気量も2,298ccで、M9Tエンジンと同じである。その上YS23エンジンは、多数のバリエーションがあるM9Tエンジンとは異なり、163PSと190PSの2つのバリエーションしかない。しかしどちらとも独自のモデルとなっており、特にM9Tエンジンにはない、より強力な出力を持つエンジンがラインナップされている。M9Tエンジンに直列に搭載したツインターボの163PSのモデルが存在するが、YS23エンジンはシングルターボであるため、同じ出力とは言え後者の方が性能が高い。 圧縮比の値も変化しており、16:1から15.4:1に低下しているが、これは前述のようにターボチャージャーを搭載しないそれほど強力でないユニットの場合でも十分な性能を確保するために、シリンダーヘッドとピストンに大幅な改良が加えられた結果である。
YS23エンジンは、日仏両社の提携から生まれた3台のピックアップトラック（日産・ナバラ、ルノー・アラスカン、メルセデス・ベンツ・Xクラス）にのみ搭載された。2018年には、ナバラの派生車種である日産・テラにも搭載されている。

## スペック表
| 吸気方式                                  | 圧縮率 | 最高出力                    | 最大トルク                               | 製造期間        |
| ----------------------------------------- | ------ | --------------------------- | ---------------------------------------- | --------------- |
| シングルターボ                            | 16     | 100 PS (74 kW) / 3,500 rpm  | 285 N⋅m (29.1 kgf⋅m) / 1,500 rpm         | 2010年 - 2015年 |
| シングルターボ                            | 16     | 110 PS (81 kW) / 3,500 rpm  | 285 N⋅m (29.1 kgf⋅m) / 1,250 - 2,000 rpm | 2015年 -        |
| シングルターボ                            | 16     | 125 PS (92 kW) / 3,500 rpm  | 310 N⋅m (32 kgf⋅m) / 1,250 - 2,500 rpm   | 2010年 -        |
| シングルターボ                            | 16     | 130 PS (96 kW) / 4,000 rpm  | 320 N⋅m (33 kgf⋅m) / 1,250 - 2,000 rpm   | 2015年 -        |
| ツインターボ                              | 16     | 135 PS (99 kW) / 3,500 rpm  | 340 N⋅m (35 kgf⋅m) / 1,250 - 2,000 rpm   | 2015年 -        |
| ツインターボ                              | 16     | 145 PS (107 kW) / 3,500 rpm | 350 N⋅m (36 kgf⋅m) / 1,500 - 2,750 rpm   | 2010年 -        |
| 可変翼ターボ                              | 16     | 150 PS (110 kW) / 3,500 rpm | 350 N⋅m (36 kgf⋅m) / 1,500 - 2,750 rpm   | 2010年 -        |
| ツインターボ                              | 16     | 163 PS (120 kW) / 3,500 rpm | 360 N⋅m (37 kgf⋅m) / 1,250 - 2,000 rpm   | 2015年 -        |
| ツインターボ                              | 16     | 163 PS (120 kW) / 3,500 rpm | 380 N⋅m (39 kgf⋅m) / 1,250 - 2,000 rpm   | 2015年 -        |
| 可変翼ターボ (YS23DDT、 OM699DE23LA red.) | 15.4   | 163 PS (120 kW) / 3,750 rpm | 403 N⋅m (41.1 kgf⋅m) / 1,500 - 2,500 rpm | 2015年 -        |
| ツインターボ                              | 16     | 170 PS (130 kW) / 3,500 rpm | 380 N⋅m (39 kgf⋅m) / 1,500 rpm           | 2015年 -        |
| ツインターボ (YS23DDTT、 OM699DE23LA)     | 15.4   | 190 PS (140 kW) / 3,750 rpm | 450 N⋅m (46 kgf⋅m) / 1,500 - 2,500 rpm   | 2015年 -        |

## 搭載車種

### ルノー・M9T
- ルノー・マスター(3代目) (日産・NV400(インタースター)、オペル・モヴァノB[注釈 1]) (2010年 - )

### 日産・YS23 (メルセデス・ベンツ・OM699)
- 日産・ナバラ(4代目) (ルノー・アラスカン[注釈 2]、メルセデス・ベンツ・Xクラス) (2014年 - )
- 日産・テラ (2018年 - )